# Logan Marshall-Green
John Logan Marshall-Green, född 1 november 1976 i Charleston i South Carolina, är en amerikansk skådespelare. Han har bland annat gjort sig känd för att ha medverkat i TV-serierna 24, OC, Traveler, Dark Blue och Quarry, samt även i filmerna Devil, Prometheus, The Invitation, Spider-Man: Homecoming och Upgrade, och minidramaserien When They See Us.
Logan Marshall-Green är uppvuxen i staden Cranston, belägen i den amerikanska New England-delstaten Rhode Island, tillsammans med sin mor Lowry Marshall, och tvillingbrodern Taylor Marshall-Green. Han hade mellan åren 2008 och 2012 ett förhållande tillsammans med skådespelerskan Marisa Tomei, som han sades även vara förlovad tillsammans med. Han var därefter gift med den andra skådespelerskan Diane Gaeta, som har barn tillsammans med den numera avlidne skådespelaren Johnny Lewis, mellan åren 2012 och 2020. Exmakarna har en son (född 2014) tillsammans.

## Filmografi (i urval)

### Filmer
- 2005 – The Great Raid
- 2007 – Across the Universe
- 2009 – Brooklyn's Finest
- 2010 – Devil
- 2012 – Prometheus
- 2013 – Cold Comes the Night
- 2014 – Madame Bovary
- 2015 – The Invitation
- 2016 – Snowden
- 2017 – Sand Castle
- 2017 – Spider-Man: Homecoming
- 2018 – Upgrade
- 2019 – Adopt a Highway (regissör och manusförfattare)
- 2021 – Intrusion
- 2022 – Kärlek som befriar
- 2022 – Lou
- 2024 – Carry-On

### TV-serier
- 2003 – Law & Order: Special Victims Unit (TV-serie)
- 2004 – I lagens namn (TV-serie)
- 2005 – 24 (TV-serie)
- 2005 – OC (TV-serie)
- 2007 – Traveler (TV-serie)
- 2009–2010 – Dark Blue (TV-serie)
- 2016 – Quarry (TV-serie)
- 2017–2018 – Damnation (TV-serie)
- 2019 – When They See Us (TV-serie)
- 2020 – The Defeated (TV-serie)
- 2021–2022 – Big Sky (TV-serie)